# Johann Vesque von Püttlingen
Johann Vesque von Püttlingen (Opole (Polònia), 23 de juliol, 1803 - Viena (Àustria), 29 d'octubre, 1883), fou un compositor polonès.
D'origen belga, estudia música sota la direcció de Moscheles, Leidesdorf i Voříšek. També fou deixeble de Sechter, per a la ensenyança del contrapunt. El 1838 a Viena va estrenar la seva primera òpera Turandot. El favorable èxit assolit amb aquesta producció inicial l'animà a seguir escrivint per a la escena lírica, donant a aquesta les titulades:
- Jeanne d'Arc (Dresde, 1845);
- Der Liebeszauber (1854);
- Ein Abenteuer Carl des II (1850);
- Burg Thayer (1852);
- Der lüstige Rath (1852), la qual la va posar en escena Liszt a Weimar;
- Lips Tellian (1854).

Les seves composicions de gèneres diversos inclouen obres de cambra, lieder, misses i peces per a piano.